# Komödianten des Lebens
Komödianten des Lebens ist ein deutscher Stummfilm um Radiumschmuggel aus dem Jahre 1924 von Georg Jacoby mit Bruno Kastner, Georg Alexander und Elga Brink in den Hauptrollen.

## Handlung
Der im schweizerischen Lugano ansässige Prof. Labori, ein ausgewiesener Radiumforscher, ist infolge seiner wissenschaftlichen Experimente erblindet. Mehrfach wurde Labori sein Radiumvorrat nach diversen wissenschaftlichen Vorträgen wie zuletzt in Turin entwendet. Da dies zumeist in Grenznähe zur Schweiz geschah, nimmt der Professor an, dass er das Opfer von professionellen Radiumschmugglern wurde. Die norditalienische Polizei wie auch die Grenzpolizei kommt bei ihren Ermittlungen nicht so recht weiter, sodass sich ein junger und besonders engagierter Grenzoffizier dieses Falls annimmt. Als Laboris Nichte Elga und ihr kleiner Bruder Fred mit dem Auto den professoralen Verwandten besuchen wollen, werden sie vom Grenzer angehalten, der ihr Fahrzeug auf geschmuggeltes Radium durchsucht. Der junge Mann verliebt sich sogleich in die junge Fahrerin.
Als der Grenzoffizier in Prof. Laboris Haus auftaucht, fällt ihm sogleich die junge Lona, die hier ebenfalls wohnt, auf. Seinem Instinkt verdankt der Beamte, dass er gegenüber Lona sehr misstrauisch ist, und er mutmaßt zu Recht, dass diese Frau mit dem Radiumschmuggel im Zusammenhang steht. Dann aber findet der findige Grenzoffizier heraus, dass Prof. Labori selbst die Radiumdiebstähle vorgenommen hatte und Lona seine Helfershelferin ist. Auch stellt sich heraus, dass Labori seine Blindheit nur vorgetäuscht hat, um als Drahtzieher des Radiumschmuggels nicht verdächtigt zu werden. Er ist gerade dabei, mit Lona seine Flucht vorzubereiten, doch wird er vom Grenzoffizier daran gehindert, nachdem sich das Fluchtauto überschlagen hat. Elga aber, die zeitweise in Lebensgefahr geraten war, sinkt am Ende der Geschichte ihrem Liebsten in die Arme.

## Produktionsnotizen
Komödianten des Lebens entstand mit Außenaufnahmen in Lugano und Umgebung sowie in Südtirol (Bozen), passierte die Filmzensur am 19. September 1924 und wurde am 27. November desselben Jahres an Berlins Mozartsaal uraufgeführt. Der mit Jugendverbot belegte Fünfakter besaß eine Länge von 2385 Meter. In Wien lief der Streifen ab dem 5. Dezember 1924 unter dem Titel Die Schmuggler von Lugano.
Die Filmbauten und Kostüme entwarf Ludwig Kainer, der mit diesem Film seine kontinuierliche Arbeit für dieses Medium weitgehend beendete.
Georg Alexander lieferte mit seinem Mailänder Detektiv Bob Doddini, der in diesem Film einen Nebenhandlungsstrang bestimmt und durch sein Fehlverhalten für allerlei Verwirrungen sorgt, eine Parodie seines bis dahin größten Erfolgs, des leicht trotteligen Bobby Dodd, den er wenige Jahre zuvor in dem Mehrteiler Der Mann ohne Namen gegeben hatte.

## Kritiken
Der Tag konnte dem Streifen, der sich zwischen Kriminaldrama und Detektivlustspiel nicht so recht entscheiden konnte, nichts abgewinnen. Hier hieß es: „Die das Ding drehten … wollten retten, was zu retten war, indem sie, den eigenen Stoff parodierend, die komische Seite der Aufnahmen eines Schmugglerfilms in das allzu dürftige Drama schmuggelten. (…) Mangels jeder amerikanischer Großzügigkeit gedieh aber dieser Versuch nie über eine mäßige Clownerie. (…) Auch die durchaus gute Photographie konnte die Funktionsstörungen der Tränendrüsen und Lachmuskeln nicht beheben“.
Die Villacher Zeitung befand hingegen: “Eine sehr spannende und in ihrer Lösung verblüffende, auch die heitere Seite nicht entbehrende Schmugglergeschichte nach einer Idee des bekannten Schriftstellers Rudolf Stratz ...”
Im Tagblatt hieß es: “Selten bot … ein Werk so herrliche Aufnahmen … wie der amüsante Sketch, dessen spannende Handlung bald Detektivkomödie, bald Szenen romantischer Liebe und nicht zuletzt hochdramatische Ereignisse vereint. Bunt und vielseitig sind die Darsteller, durchwegs Menschen mit den Allüren der großen Welt, die ihre Rollen schmissig und anziehend kreieren.”
Die Reichspost meinte: “… endlich einmal ein richtiges Lustspiel mit einer Fülle von humorvollen Situationen und komischen Verwechslungen, das sich auf der Leinwand abrollt und den Zuschauer nicht aus dem Lachen kommen läßt.”
Im Allgemeiner Tiroler Anzeiger war zu lesen: “Es ist eine vom ersten bis zum letzten Augenblick fesselnde Handlung mit sehr schönen wildromantischen Naturaufnahmen.”